# Carl Nielsen Kollegiet
55°21′34.42″N 10°23′27.16″Ø / 55.3595611°N 10.3908778°Ø
Carl Nielsen Kollegium er et kollegium i Odense. Det består af 24 ét-værelses lejligheder og 12 to-værelses lejligheder og blev indviet i 1987.
|  | Denne artikel om en bygning eller et bygningsværk kan blive bedre, hvis der indsættes et (bedre) billede. Du kan hjælpe ved at afsøge Wikimedia Commons for et passende billede eller lægge et op på Wikimedia Commons med en af de tilladte licenser og indsætte det i artiklen. |